# Arquitetura religiosa
A arquitetura religiosa, assenta essencialmente nos edifícios de funções sagradas, as igrejas. A sua aparência exterior ganhava importância alegórica, equivalendo ou ultrapassando a do interior. Constituindo os templos verdadeiros índices das comunidades que os patrocinam e em que se integram: a nível económico, dada a maior ou menor dimensão e riqueza decorativa do edifício; a nível cultural, em função da erudição dos programas iconográficos; a nível social e político, pela associação explícita de importantes personalidades, régias, nobres ou eclesiásticas, que escolheram o templo para seu panteão; ou mesmo nos planos mental e militar, dado o carácter de alguma da sua escultura marginal. 
Locais de culto e oração, as igrejas românicas, particularmente em Portugal e Espanha, são também frequentemente os locais de reunião cívica das paróquias, pólos de festejo litúrgicos e profanos.
No Brasil, em termos de estilo, pode-se resumir a história da arquitetura religiosa na sucessão dos estilos chão e maneirista (séculos XVI a XVIII), barroco e rococó (meados do século XVIII), neoclassicismo (segunda metade do século XIX), neorrenascentismo (fins do XIX), e outros vários tipos do ecletismo, como o neogótico, neorromânico (fins do século XIX) e neocolonial (meados do século XX).

## Tipologias da arquitectura religiosa
| Templos                    |                                                  |  |
| Mesopotâmia                | Zigurate                                         |  |
| Antigo Egipto              | Templo egípcio                                   |  |
| Antiguidade clássica       | Templo grego - Templo romano                     |  |
| Budismo                    | Pagode - Templo budista                          |  |
| Cristianismo               | Basílica - Capela – Catedral – Igreja - Paróquia |  |
| Hinduísmo                  | Templo hindu                                     |  |
| Islamismo                  | Mesquita - Minarete                              |  |
| Judaísmo                   | Sinagoga                                         |  |
| Religiões afro-brasileiras | Terreiro, barracão                               |  |

| Edifícios de comunidades religiosas                         |
| Abadia - Arrábita – Azóia - Convento – Ermitério - Mosteiro |

| Estruturas e edifícios funerários                                                                                              |
| Catacumba – Cripta – Dólmen - Jazigo – Mastaba – Mausoléu – Necrópole – Panteão – Pirâmide egípcia – Stupa - Torre do silêncio |